# Sebastian Wulff
 (janvier 2019).
Si vous disposez d'ouvrages ou d'articles de référence ou si vous connaissez des sites web de qualité traitant du thème abordé ici, merci de compléter l'article en donnant les références utiles à sa vérifiabilité et en les liant à la section « Notes et références ».
Pour les articles homonymes, voir Wulff.
Sebastian Wulff, né le 7 mai 1989 à La Haye, est un acteur néerlandais.

## Filmographie

### Cinéma et téléfilms
- 2007-2011 : SpangaS : Luxor de Haan
- 2009 : SpangaS op Survival (nl) : Luxor de Haan
- 2011 : Raveleijn : Le chevalier Joost Woudenberg
- 2011 : Bennie Stout (nl) : L'agent De Bruin
- 2013 : Doris : Le serveur
- 2014 : Flikken Maastricht : Le coursier Maastricht
- 2017 : Spaak: Le serveur